# تیم کیورکجیان
تیم کیورکجیان (انگلیسی: Tim Kurkjian؛ زادهٔ ۱۰ دسامبر ۱۹۵۶) ارمنی‌تبار اهل ایالات متحده آمریکا است. مفسر لیگ اصلی بیس بال در برنامه تلویزیونی  ESPN بیسبال امشب  و اسپورت سنتر است.  او همچنین عضو مجله ESPN و سایت ESPN.com است.
کیورکجیان صبح‌های جمعه  ۷:۴۴ میهمان گولیک و وینگو است تا آخرین اتفاقات لیگ اصلی بیس بال را مورد بحث قرار دهد. او به‌طور مداوم در پادکست بستر اولینی همکاری دارد. کیورکجیان  همچنین به‌طور منظم در شوهای دن لیبتارد و تونی کورنهیسر ظاهر می‌شود.